# 喬·布雷克
約瑟夫·布雷克（英語：Joseph Black，1924年2月8日—2002年5月17日），暱稱喬·布雷克（Joe Black），生於美國新澤西州普蘭菲爾德（Plainfield），前職業棒球投手，曾在黑人聯盟與美國職棒大聯盟出賽。在大聯盟期間，曾效力於布魯克林道奇、辛辛那提紅人與明尼蘇達雙城，他是第一位在世界大賽中得到勝投的黑人投手。

## 生平
1950年，畢業於摩根州立大學。